# 高根横穴墓群
高根横穴墓群（たかねおうけつぼぐん）は、埼玉県熊谷市小江川（おえがわ）に所在する古墳時代の横穴墓群。熊谷市指定史跡に指定されている。

## 概要
高根山（通称・ポンポン山）北面の山頂付近、標高約89メートルの地点に凝灰岩の岩盤をくりぬいて構築された。現在1基（高根山1号墓）が開口しているが、周辺にはまだ数基ほど埋没していると推定されている。1997年（平成9年）1月20日付けで当時の江南町指定史跡に指定された（現在は熊谷市の史跡）。

### 高根山1号墓
- 開口部の幅2.5メートル、高さ1.5メートル、奥行き4メートル。遺物は未調査であり、知られていない。

## 関連事項
- 埼玉県の古墳一覧